# براندان أوكونور
براندان أوكونور (بالإنجليزية: Brendan O'Connor)‏ هو سياسي أسترالي، ولد في 2 مارس 1962 في لندن في المملكة المتحدة. حزبياً، نشط في حزب العمال الأسترالي.

## مناصب
- انتخب عضو مجلس النواب الأسترالي عن دائرة Division of Gorton [الإنجليزية]‏ (9 أكتوبر 2004 – ).
- انتخب وزير الشؤون الداخلية (أستراليا) (9 يونيو 2009 – 14 ديسمبر 2011).
- انتخب وزير الخدمات البشرية [الإنجليزية]‏ (14 ديسمبر 2011 – 5 مارس 2012).
- انتخب وزير الخدمات الاجتماعية [الإنجليزية]‏ (5 مارس 2012 – 27 يونيو 2013).
- انتخب Minister for Small Business (Australia) [الإنجليزية]‏ (5 مارس 2012 – 4 فبراير 2013).
- انتخب عضو مجلس النواب الأسترالي عن دائرة Division of Burke (1969–2004) [الإنجليزية]‏ (10 نوفمبر 2001 – 9 أكتوبر 2004).
- انتخب وزير الهجرة وصيانة الحدود الأسترالية [الإنجليزية]‏ (4 فبراير 2013 – 27 يونيو 2013).
- انتخب وزير التوظيف وعلاقات العمل [الإنجليزية]‏ (1 يوليو 2013 – 18 سبتمبر 2013).